# یون آتلی یوناسون
یون آتلی یوناسون (ایسلندی: Jón Atli Jónasson؛ زادهٔ ۱۹۷۲) نمایشنامه‌نویس و فیلم‌نامه‌نویس اهل ایسلند است.
از فیلم‌هایی که وی در آن‌ها نقش داشته‌است، می‌توان به عمیق اشاره نمود.